# Mère Denis
Pour les articles homonymes, voir Le Calvé et Denis.
 (septembre 2016).
Jeanne Marie Le Calvé, dite La Mère Denis, née le 9 novembre 1893 à Neulliac (Morbihan) et morte le 17 janvier 1989 à Pont-l'Évêque (Calvados), est une lavandière et figurante française célèbre pour avoir été la figure emblématique de publicités pour la marque de machines à laver Vedette durant les années 1970 et 1980.

## Biographie

### Jeunesse
Née le 9 novembre 1893 à Neulliac, Jeanne Marie Le Calvé est la sixième des sept enfants de Denis Mathurin Le Calvé et de Marie Mathurine Rioux, paysan journalier et ménagère dans le Morbihan. Connaissant une enfance rude marquée par la peur de la faim et le souci constant du lendemain, elle est placée dans une ferme dès l’âge de 11 ans, où elle travaille et vit une adolescence laborieuse.

### Vie privée
À 17 ans, elle rencontre Yves Marie Denis, employé de la compagnie des chemins de fer de l'Ouest, et se marie avec lui ; le couple quitte alors sa Bretagne natale pour la Normandie et s'installe au Buat, dans le département de la Manche. Elle travaille pendant vingt-sept ans comme garde-barrière sur deux passages à niveau sur la ligne de Carentan à Carteret tout proche du hameau de La Barbière. Elle met au monde cinq enfants, trois garçons et deux filles, dont deux décèdent en bas âge. Elle divorce de son mari en 1939 et par conséquent quitte son emploi, en démissionnant de la Compagnie des Chemins de Fer.
Elle refait rapidement sa vie, mais après quatre années de vie commune, son mari décède de suites de blessures consécutives à un bombardement. De nouveau seule, en difficulté financière, Jeanne devient, à la fin de la Seconde Guerre mondiale en 1944, lavandière sur un lavoir de la rivière Gerfleur, à Barneville-sur-Mer, où elle demeure au village du « Tôt » ; elle continuera jusqu'en 1963.

### Mort
Jeanne Denis meurt à l'âge de 95 ans le 17 janvier 1989 à 12 h 45, à Pont-l'Évêque. Elle repose au cimetière de Saint-Hymer.

## Carrière télévisuelle
En 1972, le publicitaire Pierre Baton, qui la connaissait car il passait ses week-ends et ses vacances dans la maison de ses grands-parents proche de celle qu'elle occupe, lance la première campagne publicitaire « La Mère Denis » qui vante les mérites des machines à laver de la marque Vedette. Cette campagne est sortie à contre-courant d'une époque qui était plutôt portée sur les pin-ups.[réf. nécessaire] Selon Pierre Baton, cette campagne n'aurait jamais vu le jour sans le courage de Bernard Miliotis, PDG de Vedette, « Il m'a fait confiance et cette campagne fameuse, aurait pu mourir dans l’œuf, s'il n'avait pas eu l'intelligence d'être ouvert et courageux »[réf. nécessaire].
Elle devient ainsi, à 79 ans, l'emblème de la marque Vedette et tourne huit films publicitaires, entre 1972 et 1980. Ces derniers vont faire d'elle une figure légendaire de la publicité sous le nom de La Mère Denis et elle est alors connue par 80 % des Français. Son fameux « Ça c'est vrai, ça ! » fait grimper la notoriété de la marque Vedette de la neuvième place à la deuxième en un temps record.
En 1976, est édité un livre sur sa vie, elle participe à l'émission Apostrophes et Paris Match la désigne comme personnalité la plus marquante de l‘année.
En 1982, « la Mère Denis » est connue par plus de 80 % des Français, et la marque Vedette est en deuxième position sur le marché. Le sociologue Matt Le Bihan a livré ses impressions dans un ouvrage qui a fait date en 1983, De l'utilisation de la classe ouvrière dans la publicité, préfacé par Jacques Séguéla ; il considère qu'il existe des abus importants de la part des multinationales. Une rente à vie ne coûte rien ou presque d'autant que personne n’en a su le montant.[réf. nécessaire]
En 1983, la marque s’engage à verser une rente viagère à la Mère Denis, la mettant ainsi à l’abri des soucis matériels ; elle termine ses jours, confortablement, dans une maison de retraite proche de Pont-l'Évêque (Calvados).[réf. nécessaire]
À partir de février 1989, pour sa première participation à un film, elle devait jouer le rôle de Martha, la mère de Milou, dans le film Milou en mai de Louis Malle. Le rôle sera finalement supprimé en raison de sa mort.[réf. nécessaire], et attribué à la comédienne professionnelle confirmée Paulette Dubost.
L'annonce de son décès est reprise par maints médias.
En 2015, le site Internet de vente entre particuliers Le Bon Coin lance une campagne publicitaire où elle apparaît dans une publicité pour la marque Vedette, avec pour slogan « Grâce à vous, tous les objets ont une deuxième vie sur le Bon Coin ». Au début des années 1980, elle avait signé un contrat autorisant la marque à utiliser son image après sa mort.[réf. nécessaire]

## Postérité
Jeanne Marie Le Calvé restera un personnage emblématique de la publicité française de la fin du XXe siècle, avec ses bonnes joues roses, sa bonne humeur, son accent du terroir, et son sympathique sourire.[réf. nécessaire]
Son rire et son accent lui font connaître une notoriété nationale et au Japon[réf. nécessaire]. Les phrases « C'est ben vrai ça ! » et « Ça c'est vrai ça ! » sont restées célèbres, et étaient régulièrement parodiées dans Le Tribunal des flagrants délires par Pierre Desproges et Eva Darlan.[réf. nécessaire]

### Filmographie
- Rémi Mauger, La Mère Denis, sa vie, son œuvre, 1988